# Jonathan Richman
Jonathan Richman (Natick, 16 maggio 1951) è un cantante e musicista statunitense.
Nel 1970 ha fondato il gruppo The Modern Lovers, una band che ha influenzato il proto-punk. Dalla metà degli anni '70 Richman ha suonato prevalentemente da solo o con una formazione ridotta.

## Carriera

### The Modern Lovers
All'inizio degli anni '70, a Boston, Richman ha fondato i The Modern Lovers, una band proto-punk garage rock. Altri componenti del gruppo erano il tastierista Jerry Harrison e il batterista David Robinson, che più tardi entrarono a far parte, rispettivamente, dei Talking Heads e dei The Cars.
Nel 1972 registrarono alcuni demo prodotti da John Cale (già nei Velvet Underground), tra i quali c'erano "Roadrunner" e "Pablo Picasso" che furono incluse nell'album del gruppo pubblicato dopo la separazione The Modern Lovers (1976).
L'album, Jonathan Richman and The Modern Lovers, fu pubblicato nel maggio 1976 ma David Robinson lasciò il gruppo subito dopo a causa di divergenze con Richman riguardo al basso livello dei volumi sonori del disco, e, insieme a Ric Ocasek formò il gruppo The Cars.
Rock and Roll with the Modern Lovers fu pubblicato nel 1977 e iniziò subito a scalare le classifiche europee. L'anno dopo, il 1978, uscì l'album dal vivo Modern Lovers Live.
In Gran Bretagna Richman viene indicato come progenitore della scena punk rock.
Nel 1979 esce Back in Your Life con la sigla "Jonathan Richman and the Modern Lovers", ma solo metà del disco vede l'effettiva presenza della band.

### Attività solista
Nel 1975 Richman si sposta in California per registrare un album solista per l'etichetta Beserkley Records. Il primo pezzo compare nella compilation Beserkley Chartbusters del 1975. Dopo lo scioglimento dei Modern Lovers Richman passa alcuni anni ad Appleton, Maine suonando nei locali. Ritorna a pubblicare dischi nel 1983 con Jonathan Sings!, seguito da"Rockin' and Romance". Dopo questi album seguono altre pubblicazioni che ottengono un buon successo (It's Time for Jonathan Richman and the Modern Lovers e Modern Lovers 88 tra il 1985 e il 1988) e viene definitivamente accantonato il nome di "Modern Lovers" e comincia la vera carriera solistica di Richman, che ritorna alle passioni originali della musica country con Jonathan Goes Country del 1990 e a traduzioni in spagnolo dei suoi primi lavori oltre a brani tradizionali spagnoli, in Jonathan, Te Vas a Emocionar! del 1993.
Richman ha continuato la produzione discografica con You Must Ask the Heart (1995), Surrender to Jonathan (1996), I'm So Confused (1998), Her Mystery Not of High Heels and Eye Shadow (2001), e Not So Much to Be Loved as to Love (2004). Nel 1998 viene pubblicato un album e un DVD relativo ad una serie di concerti dal vivo dei primi anni '70 dei Modern Lovers, Live at the Long Branch & More.

## Discografia

### The Modern Lovers
- 1976 The Modern Lovers
- 1976 The Original Modern Lovers

### Jonathan Richman and the Modern Lovers
- 1976 Jonathan Richman and the Modern Lovers
- 1977 Rock 'n' Roll with the Modern Lovers
- 1977 Modern Lovers 'Live'
- 1979 Back in Your Life
- 1983 Jonathan Sings!
- 1985 Rockin' & Romance
- 1986 It's Time For
- 1988 Modern Lovers 88

### Jonathan Richman
- 1975 Beserkley Chartbusters Vol. 1
- 1989 Jonathan Richman
- 1990 Jonathan Goes Country
- 1991 Having a Party with Jonathan Richman
- 1992 I, Jonathan
- 1994 ¡Jonathan, Te Vas a Emocionar!
- 1995 You Must Ask the Heart
- 1996 Surrender to Jonathan
- 1998 I'm So Confused
- 1998 Radio On/Stop And Shop With The Modern Lovers (2 on 1)
- 2001 Her Mystery Not of High Heels and Eye Shadow
- 2002 Action Packed: The Best Of Jonathan Richman
- 2004 Not So Much to Be Loved as to Love
- 2008 Because Her Beauty Is Raw and Wild
- 2008 ¿A qué venimos sino a caer?
- 2010 O Moon, Queen of Night on Earth
- 2016 Ishkode! Ishkode!
- 2018 SA

### Compilation
- 1980 "I'm Straight" e "Government Center", dalle Beserkley session prodotte da Kim Fowleysessions, prima pubblicazione su Warner Bros. Records,

Troublemakers
- 1982 "I Like Gumby"; Sulla compilation Gumby
- 2002 Esegue "Stop Your Sobbing" sull'album-tributo dei Kinks del 2002, This Is Where I Belong.
- 2003 "The Origin of Love" su Wig in a Box
- 2006 "Our Dog Is Getting Older Now" su Colours Are Brighter
- 2007 Colonna sonora originale del Film Revolution Summer (2007)

### Album dal vivo
- 1992 Live at the Longbranch Saloon (1992)
- 1994 Precise Modern Lovers Order (1994)
- 1998 Live at the Longbranch and More (1998)

(Questi tre album dal vivo provengono dalle stesse tre tournée del periodo 1971-3 ma contengono brani differenti)

### Singoli
- 1975 "Roadrunner "/ ("Friday On My Mind" con Earth Quake) (Beserkley B-4701)
- 1975 "Roadrunner" / "It Will Stand" (United Artists UP36006, 1975)
- 1976 "Roadrunner (Once)" / "Roadrunner (Twice)"  (Beserkley BZZ 1)
- 1976 "Roadrunner" / "Pablo Picasso" (Beserkley PA-205)
- 1976 "New England" / "Here Come The Martian Martians" (Beserkley B-5743)
- 1977 "Egyptian Reggae" / "Ice Cream Man" 	(Beserkley 6.12 217)
- 1977 "Egyptian Reggae" / "Rollercoaster By The Sea" (Beserkley BZZ 2)
- 1977 "The Morning Of Our Lives (Live)" / "Roadrunner (Thrice) (Live)" (Beserkley BZZ 7)
- 1978 "New England (Live)" / "Astral Plane (Live)" (Beserkley BZZ 14)
- 1978 "Abdul and Cleopatra" / "Astral Plane (Live)" (Beserkley 11813)
- 1978 "Abdul and Cleopatra" / "Oh Carol" (Beserkley BZZ 19)
- 1978 "Buzz, Buzz, Buzz" / "Abdul and Cleopatra" (Beserkley 6.12 311)
- 1978 "Buzz, Buzz, Buzz" / "Hospital (Live)" (BZZ 25)
- 1978 "My Little Kookenhaken" / "Roadrunner (Thrice) (Live)" (Beserkley 11819)
- 1978 "South American Folk Song (Live)" / "Ice Cream Man (Live)"
- 1979 "Lydia" / "Important In Your Life" (BZZ 28, UK)
- 1984 "That Summer Feeling" / "This Kind Of Music"
- 1984 "That Summer Feeling" / "This Kind Of Music" / "Tag Game"  (Rough Trade RTT 152)
- 1985 "I'm Just Beginning To Live" / "Circle I"
- 1985 "I'm Just Beginning To Live" / "Circle I" / "Shirin and Fahrad" (Rough Trade RTT 154)
- 1988 "California Desert Party" / "When Harpo Played His Harp" (DRD 1D474)
- 1989 "Egyptian Reggae" / "Roadrunner"